# 瀧站 (栃木縣)
瀧站（日语：／ Taki eki */?）是位於日本栃木縣那須烏山市瀧，屬於東日本旅客鐵道（JR東日本）烏山線的鐵路車站。站名源自於車站附近的龍門瀑布。

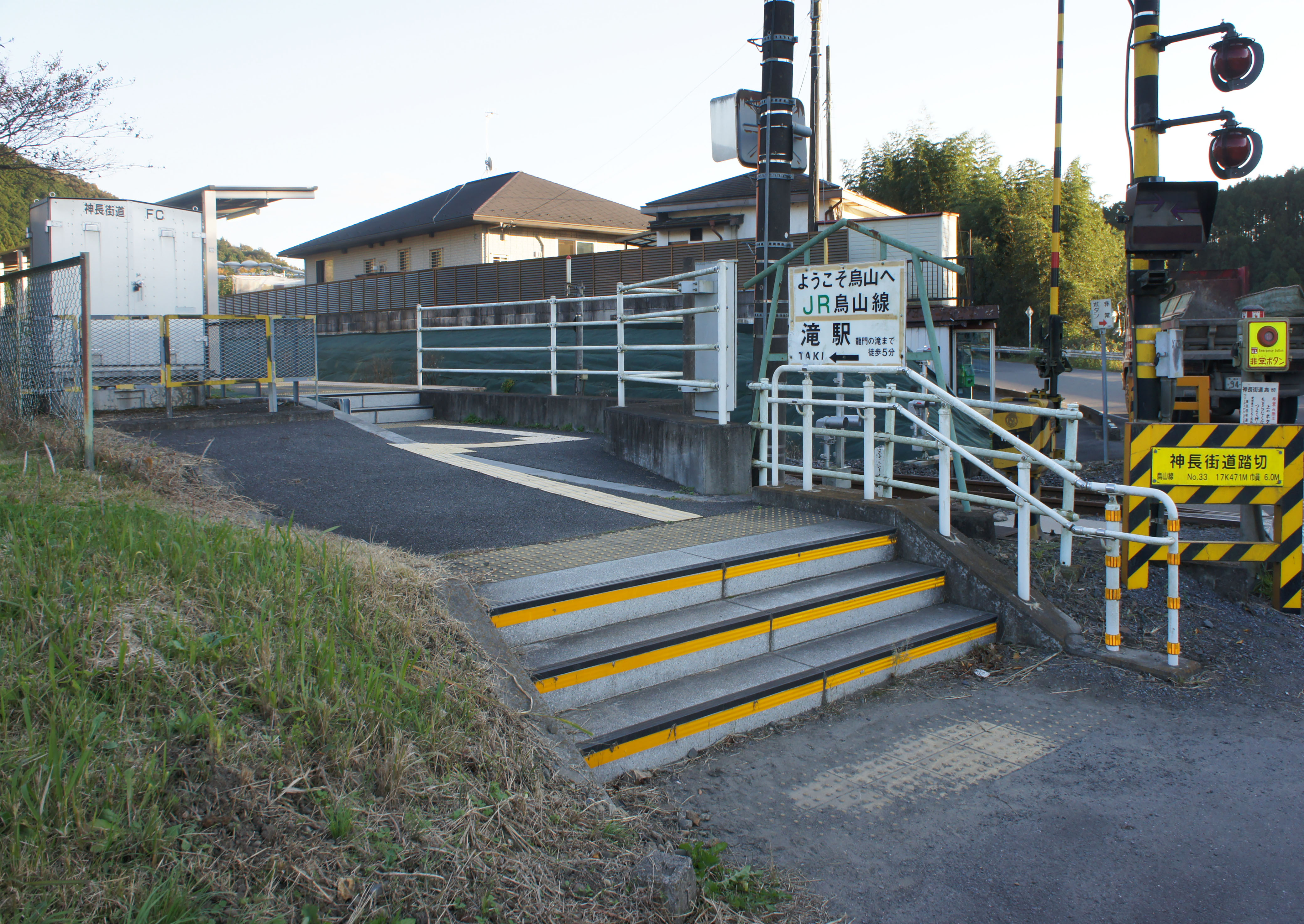
車站入口（2021年10月）

## 車站構造
本站為單式月台1面1線的無人地上車站，且沒有設置站房。

## 使用情況
根據「栃木縣統計年鑑」，2008年度（平成20年度）－2011年度（平成23年度）各年上車人次推移如下表。
| 上車人次推移       | 上車人次推移                | 上車人次推移 |
| 年度               | 各年上車人次 （單位：千人） | 來源         |
| ------------------ | --------------------------- | ------------ |
| 2008年（平成20年） | 9                           | [ 1 ]        |
| 2009年（平成21年） | 11                          | [ 2 ]        |
| 2010年（平成22年） | 10                          | [ 3 ]        |
| 2011年（平成23年） | 8                           | [ 4 ]        |

## 車站周邊
- 龍門之瀧（徒步5分）
- 龍門故鄉民藝館（龍門之瀧入口）
- 太平寺（龍門之瀧入口。川口松太郎小説中有名的蛇姫之墓）
- 栃木縣道10號宇都宮那須烏山線離本站約1.3km

## 历史
- 1954年（昭和29年）6月1日：啟用。
- 1987年（昭和62年）4月1日：國鐵分割民營化，成為JR東日本車站。

## 相鄰車站
東日本旅客鐵道
■ 烏山線
小塙－瀧－烏山

## 外部連結
- 車站資訊（瀧）：東日本旅客鐵道

36°38′55.64″N 140°8′16.87″E / 36.6487889°N 140.1380194°E